# بيرل ماكي
بيرل ماكي (بالإنجليزية: Pearl Mackie)‏ هي مغنية وممثلة بريطانية، ولدت في 29 مايو 1987 في بريكستون في المملكة المتحدة.

## أعمال

### مسلسلات
- دكتور هو

## وصلات خارجية
- بيرل ماكي على موقع IMDb (الإنجليزية)
- بيرل ماكي على موقع ألو سيني (الفرنسية)
- بيرل ماكي على موقع قاعدة بيانات الفيلم (الإنجليزية)
- بيرل ماكي على موقع كينوبويسك (الروسية)